# Shirván
Shirván (شروان), también escrito Sharvān, Sherv(w)an, Šervān, Shirwān o Şirvan, es una región histórica al este del Cáucaso y parte de la actual República de Azerbaiyán. La región se encuentra entre la orilla occidental del mar Caspio y la orilla septentrional del río Kurá.
Shirván es conocida por la calidad de sus alfombras.

## Historia
El nombre aparece por primera vez en la época sasánida para denominar a lo anteriormente llamado Albania caucásica o Arran.
Tras la conquista islámica los gobernadores lo transformaron en una posesión hereditaria; así, entre 799 y 1538, el territorio fue gobernado por los Shirvanshahs (Shah equivale a 'rey' en persa). Su capital fue Shamakha. 
En el siglo XVIII, Shirván fue un khanato vasallo de Persia. Los rusos lo ocuparon brevemente tras la guerra ruso-persa de 1722-1723 y tras el tratado de Gulistan de 1813, la región fue incorporada al Imperio ruso.
Tras la revolución rusa, Shirván junto con otros territorios, formó la República de Azerbaiyán.

## Población
La población shirvaní consta de varios grupos etnolingüísticos de lenguas caucásicas nororientales (lezguinos, ávaros, udi, kryz) y grupos de lenguas iranias (tats) que fueron en su gran mayoría turquizados a partir del siglo XI. Aparte de hunlar, xəzərlər, masagetas entre otros.